# 白湖镇
白湖镇，是中华人民共和国安徽省合肥市庐江县下辖的一个乡镇级行政单位。境内有安徽省潜川监狱，单独列为一个类似乡级单位。

## 行政区划
白湖镇下辖以下地区：
裴岗社区、金湾社区、塘串河村、孙咀村、毛咀村、陶冲村、泉水村、邓湖村、六岗村、胡榜村、顺港村、白湖村、梅山村、吴渡村、青帘村、杭头村、杨柳村、国安村和西城村。